# Notiomaso grytvikensis
Notiomaso grytvikensis là một loài nhện trong họ Linyphiidae.
Loài này thuộc chi Notiomaso. Notiomaso grytvikensis được miêu tả năm 1954 bởi Tambs-Lyche.